# 2-Amino-9H-pyrido(2,3-b)indol
2-Amino-9H-pyrido[2,3-b]indol ist eine chemische Verbindung aus der Gruppe der Indole.

## Vorkommen
2-Amino-9H-pyrido[2,3-b]indol wurde in Tabakrauch nachgewiesen. Es ist das am häufigsten vorkommende karzinogene heterozyklische aromatische Amin (HAA), das im normalen Tabakrauch gebildet wird. Die Verbindung kommt auch in gekochten Lebensmitteln als Pyrolyseprodukt von Tryptophan vor, insbesondere in gekochtem Fleisch.

## Gewinnung und Darstellung
2-Amino-9H-pyrido[2,3-b]indol kann durch eine vierstufige Reaktion ausgehend von 6-Brompicolinsäure und o-Phenylendiamin gewonnen werden. Die Verbindung kann auch durch die thermische elektrozyklische Reaktion von 2-Azahexa-1,3,5-trien-Zwischenprodukten gewonnen werden.

## Eigenschaften
2-Amino-9H-pyrido[2,3-b]indol ist ein weißer bis bräunlicher Feststoff, der löslich in DMSO ist.